# Arturo Prieto Bozec
Arturo Prieto Bozec (Elx, 1964) és un militar valencià, que ostenta el grau de general de brigada des de 2021 i exerceix de cap del cos de la Guàrdia Civil al País Valencià (regió VI) des de 2021.

## Trajectòria
Nascut l'any 1964 al municipi d'Elx, a la comarca del Baix Vinalopó, visqué breument a Novelda i Alcoi, mentre que passà la major part dels seus anys de joventut a Múrcia. El seu pare fou el també guàrdia civil Arturo Prieto Cueto, acusat d'haver instigat la matança d'Atocha, quan el 24 de gener 1977 s'assassinà a 5 advocats laboralistes d'un despatx de Madrid en un acte de violència ultradretana en la transició espanyola.
En l'àmbit formatiu, el 1985 ingressà a l'Acadèmia General Militar de Saragossa, de la que es llicencià el 1988 com a tinent del cos. Entre els destins més significatius consten la unitat especialitzada en la lluita contra ETA coneguda com a Grup d'Acció Ràpida (GAR), el Servei d'Informació de la Guàrdia Civil a Biscaia, el Servei Marítim de Múrcia, el Servei d'Informàtica i Estadística, i el gabinet del director general de la Guàrdia Civil a Madrid.
El 29 de gener de 1992, en el transcurs d'una operació al País Basc, Juan Ramón Rojo, Francisco Palacios i Xabier Arriaga foren detinguts i traslladats a dependències policials de Madrid, per la qual denunciaren casos de maltractament i tortura. El 1999, l'Audiència Provincial de Biscaia condemnà a Prieto, juntament amb Daniel Simón Santamaría, a 18 mesos i 3 dies de presó per la comissió de tres delictes de tortura contra els detinguts, així com una suma indemnitzatòria de 2 milions de pessetes. No obstant això, l'abril de 2001, el Tribunal Suprem espanyol revocà la sentència contra els dos agents de la Guàrdia Civil. Aquest cas estigué vinculat amb les tortures contra Kepa Urra, que fou detingut pocs dies abans. En aquell procediment judicial, Prieto també fou encausat per delictes similars, però al final resultà exonerat de tots els càrrecs tot i no comparèixer davant del jutge, tal com els agents Alejandro Hernández Mosquera i Diego Pérez de los Cobos.
El 2016 encapçalà un pla de protecció del patrimoni històric de la regió de Múrcia, en col·laboració amb la Conselleria de Cultura de la comunitat autònoma. El seu major èxit fou la recuperació d'una part del tresor robat de la catedral de Múrcia, actuació que fou reconeguda satisfactòriament pel Consell Nacional de Patrimoni organitzat a Còrdova. El març de 2017 assumí el seu darrer destí com a coronel en tant que màxim responsable del cos a la Comandància d'Almeria. En el marc d'operacions de la província hagué de fer front a un gran nombre de casos vinculats a delictes de narcotràfic.
El 19 d'octubre de 2021 fou promogut a general de brigada i el 28 d'octubre fou assignat com a nou cap de la Guàrdia Civil al País Valencià, en substitució de José Hermida Blanco que deixà vacant la prefectura per jubilació, i el 5 de novembre prengué possessió del càrrec.
Està casat i és pare de dos fills. Al llarg de la seva trajectòria rebé nombroses condecoracions civils i militars, entre les quals destaquen la creu, el comanador i la placa de la Reial i Militar Orde de Sant Hermenegild, diverses creus de l'Orde al Mèrit de la Guàrdia Civil amb distintiu vermell i blanc, la creu al Mèrit Policial i la medalla al Mèrit de la Protecció Civil en categoria de bronze.